# Stress (Musiker)

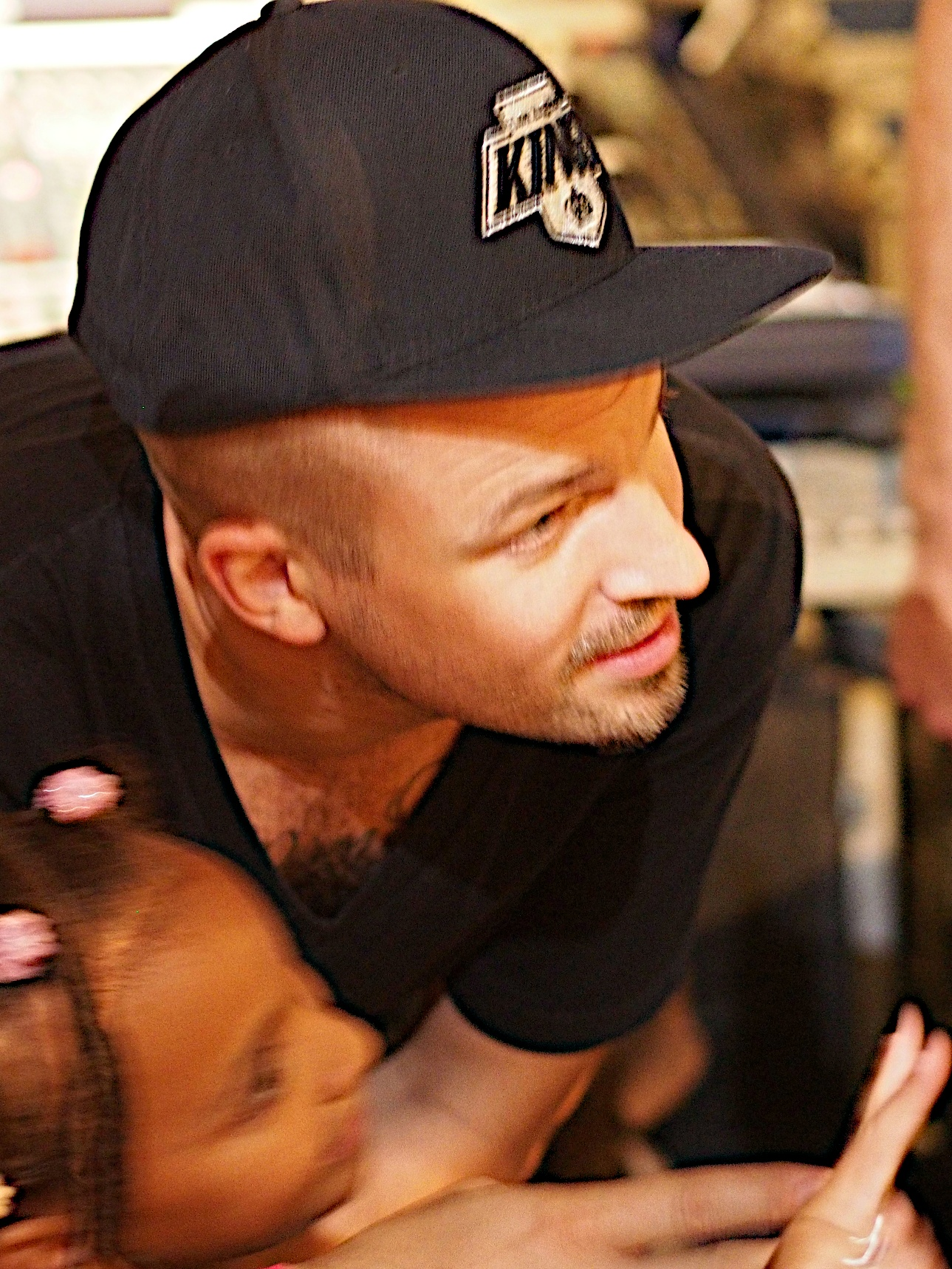
Stress (2012)

Stress (* 25. Juli 1977 in Tallinn; Estnische SSR auch Billy Bear, bürgerlich Andres Andrekson) ist ein Schweizer Rapper aus Lausanne.

## Leben
Im Alter von zwölf Jahren zog Andrekson mit seiner Familie aus der Sowjetunion in die Schweiz und wurde später Schweizer Bürger. Er studierte Wirtschaft an der Universität Lausanne und arbeitete danach in der Abteilung Marketing der Firma Procter & Gamble in Genf.
Von 2008 bis 2012 war er mit der Schauspielerin und Ex-Miss Schweiz Melanie Winiger verheiratet. Ab 2012 war er für fast zehn Jahre mit Model Ronja Furrer liiert.
Im November 2010 gründete er sein Modelabel Bear Inc. bei Metro Boutique. Er war zwischen Januar 2013 und April 2014 Jurymitglied und Coach in der Gesangs-Castingshow The Voice of Switzerland.
Momentan (Stand Feb. 2019) lebt Stress in Zollikerberg.

## Musik

### Werdegang
Stress war schon in Frankreich und Deutschland bekannt, bevor er in der Schweiz den Durchbruch schaffte. Er war elf Jahre lang Mitglied der erfolgreichen Hip-Hop-Gruppe Double Pact und arbeitete während dieser Zeit mit Szenegrössen wie Freundeskreis und Massive Töne zusammen. Die Band löste sich 2006 auf, die Mitglieder treten aber weiterhin gemeinsam auf.
2003 erschien Stress' erstes Soloalbum Billy Bear. Mit der zusammen mit Xavier Naidoo aufgenommenen Singleauskopplung Tu me manques gelang dem Rapper dabei der landesweite Durchbruch. Zwei Jahre später kam mit 25.07.03 die Fortsetzung zu Billy Bear in die Geschäftsläden. Es folgte das Album Renaissance, welches sofort Platin-Status erreichte.
Im Oktober 2007 veröffentlichte Stress eine neue Single mit dem Namen On n'a qu'une terre („Wir haben nur eine Erde“), in der er sich mit den Themen Globale Erwärmung und Ressourcenknappheit beschäftigt. Das Lied und den Clip produzierte er im Rahmen einer Werbekampagne des Detailhandelkonzerns Coop.
Stress erhielt bei den ersten Swiss Music Awards 2008 in der Kategorie „Best Song National“ mit On n’a qu’une terre, in der Sparte „Best Album Urban National“ mit Renaissance und in der Sparte „Best Video National“ mit Mais où eine Auszeichnung.
2009 wurde Stress mit dem Fischhof-Preis der Stiftung gegen Rassismus und Antisemitismus (GRA) ausgezeichnet. Die Jury begründete ihre Wahl damit, dass Stress „mit seinem Engagement die Jugend dazu animiert, sich aktiv an der politischen und gesellschaftlichen Gestaltung unseres Landes zu beteiligen.“ Die Stiftung gegen Rassismus und Antisemitismus veranstaltete 2009/2010 in Zusammenarbeit mit der Eidgenössischen Fachstelle für Rassismusbekämpfung den Video-Contest Lève-toi! Steh auf gegen Rassismus, aus dessen Beiträge ein Musikvideo mit Stress geschnitten und mit dem Song La peur de l’autre untermalt wurde.

### Textinhalte
Für Stress repräsentiert die Musik seine Gefühle und seine persönliche Balance. In Musikstücken stellt er auch sein eigenes Leben dar. Seine Lieder enthalten häufig klare Botschaften gegen jegliche Form von Rassismus und politischen Extremismus. Stress behandelt Themen wie Drogen, Gefühle, Sehnsüchte, Alkohol, Gefängnis, Politik und Liebe.
In dem Lied F*ck Blocher macht er sich zusammen mit Greis und Bligg über Alt-Bundesrat Christoph Blocher und seine Partei, die SVP, lustig. Seiner Meinung nach finanziert die SVP ihre Werbekampagnen mit Millionen von renommierten Schweizer Grossfirmen und manipuliert mit den provokanten Werbungen die Wähler.

### 25.07.03
An seinem Album 25.07.03 arbeitete Stress eineinhalb Jahre. Zunächst stellte er seine Arbeit in einer Firma in den Vordergrund, danach widmete er sich vollständig dem Erstellen der Texte und der Aufnahmen im Studio. Das Album 25.07.03 benannte Stress nach dem Datum der Trennung von seiner Ehefrau. Sie waren nur vier Monate lang verheiratet. Titel und Cover des Albums nehmen Bezug auf Stress' Absicht, sein Werk als persönliches Tagebuch zu gestalten. Er greift darin Themen auf, wie die Beziehung zu seinem Vater oder die Trennung von seiner Frau.
Nachdem die erste Auflage Goldstatus erreicht hatte, entschied man sich, das Album in einer neuen Edition zu veröffentlichen, welche 25.07.03 Gold Edition genannt wurde.
Nach seiner Trennung von Melanie Winiger entstand im Sommer 2012 das Projekt Noël's Room, in welchem Stress zusammen mit Karolyn, M.A.M., Bastian Baker und Noah Veraguth die Trennung verarbeitete.

## Schauspiel und Filmmusik
Stress war Teilnehmer der Doku-Soap Der Match des Schweizer Fernsehens. Ausserdem spielte er verschiedene Schurkenrollen in den Filmen Redemption, Verso und Breakout und steuerte zu mehreren Filmen die Titelmusik bei.
2022 nahm er an der dritten Staffel Sing meinen Song – Das Schweizer Tauschkonzert teil.

## Diskografie

### Studioalben
| Jahr | Titel Musiklabel                                      | Höchstplatzierung, Gesamtwochen, AuszeichnungChartsChartplatzierungen (Jahr, Titel, Musiklabel, Platzierungen, Wochen, Auszeichnungen, Anmerkungen) | Anmerkungen                                                               |
| Jahr | Titel Musiklabel                                      | CH | Anmerkungen                                                               |
| ---- | ----------------------------------------------------- | --- | ------------------------------------------------------------------------- |
| 2003 | Billy Bear Universal Music Group                      | CH20 Gold · (22 Wo.)CH | Erstveröffentlichung: 10. Februar 2003                                    |
| 2005 | 25.07.03 Universal Music Group                        | CH3 Gold · (55 Wo.)CH | Erstveröffentlichung: 12. Februar 2005                                    |
| 2007 | Renaissance Universal Music Group                     | CH1 ×2Doppelplatin · (89 Wo.)CH | Erstveröffentlichung: 16. Februar 2007                                    |
| 2009 | Des rois, des pions et des fous Universal Music Group | CH1 ×2Doppelplatin · (72 Wo.)CH | Erstveröffentlichung: 3. April 2009                                       |
| 2011 | Renaissance II Universal Music Group                  | CH1 Gold · (25 Wo.)CH | Erstveröffentlichung: 7. Oktober 2011                                     |
| 2012 | Noël’s Room Universal Music Group                     | CH1 (20 Wo.)CH | Erstveröffentlichung: 23. November 2012 mit Noah Veraguth & Bastian Baker |
| 2014 | Stress Universal Music Group                          | CH3 Gold · (21 Wo.)CH | Erstveröffentlichung: 28. November 2014                                   |
| 2019 | Sincèrement Universal Music Group                     | CH9 (3 Wo.)CH | Erstveröffentlichung: 4. Oktober 2019                                     |
| 2022 | Libertad Universal Music Group                        | CH5 (5 Wo.)CH | Erstveröffentlichung: 25. Februar 2022                                    |

### Livealben
| Jahr | Titel Musiklabel                    | Höchstplatzierung, Gesamtwochen, AuszeichnungChartsChartplatzierungen (Jahr, Titel, Musiklabel, Platzierungen, Wochen, Auszeichnungen, Anmerkungen) | Anmerkungen                             |
| Jahr | Titel Musiklabel                    | CH | Anmerkungen                             |
| ---- | ----------------------------------- | --- | --------------------------------------- |
| 2023 | MTV Unplugged Universal Music Group | CH1 (6 Wo.)CH | Erstveröffentlichung: 10. November 2023 |

### Kompilationen
| Jahr | Titel Musiklabel                    | Höchstplatzierung, Gesamtwochen, AuszeichnungChartsChartplatzierungen (Jahr, Titel, Musiklabel, Platzierungen, Wochen, Auszeichnungen, Anmerkungen) | Anmerkungen                        |
| Jahr | Titel Musiklabel                    | CH | Anmerkungen                        |
| ---- | ----------------------------------- | --- | ---------------------------------- |
| 2013 | Golden Greats Universal Music Group | CH12 (8 Wo.)CH | Erstveröffentlichung: 8. März 2013 |

### EPs
- 2021: Feat. Hits
- 2021: Issa Vibe

### Singles
| Jahr | Titel Album                                    | Höchstplatzierung, Gesamtwochen, AuszeichnungChartsChartplatzierungen (Jahr, Titel, Album, Platzierungen, Wochen, Auszeichnungen, Anmerkungen) | Anmerkungen                                                         |
| Jahr | Titel Album                                    | CH | Anmerkungen                                                         |
| ---- | ---------------------------------------------- | --- | ------------------------------------------------------------------- |
| 2002 | Tu me manques Billy Bear                       | CH20 (11 Wo.)CH | Erstveröffentlichung: 2002 feat. Xavier Naidoo                      |
| 2003 | Tout l’amour –                                 | CH42 (7 Wo.)CH | Erstveröffentlichung: 8. Dezember 2013                              |
| 2004 | Si tu aimes –                                  | CH63 (3 Wo.)CH | Erstveröffentlichung: 7. Juni 2004 Sens Unik feat. Stress und Greis |
| 2005 | Libéré 25.07.03                                | CH6 (16 Wo.)CH | Erstveröffentlichung: 13. August 2005                               |
| 2007 | Avenues Renaissance                            | CH4 (19 Wo.)CH | Erstveröffentlichung: 26. Januar 2007                               |
| 2007 | Rester soi-même Renaissance                    | CH16 (26 Wo.)CH | Erstveröffentlichung: 10. August 2007                               |
| 2007 | On n’a q’une terre Renaissance                 | CH5 Gold · (72 Wo.)CH | Erstveröffentlichung: 2007                                          |
| 2009 | V Des rois, des pions et des fous              | CH30 (8 Wo.)CH | Erstveröffentlichung: 2009                                          |
| 2009 | Tous les mêmes Des rois, des pions et des fous | CH16 (26 Wo.)CH | Erstveröffentlichung: 2009 feat. Karolyn                            |
| 2009 | Stahn uf –                                     | CH1 (26 Wo.)CH | Erstveröffentlichung: 2009 mit Baschi, Bligg, Ritschi & Seven       |
| 2009 | Saint Profit Des rois, des pions et des fous   | CH41 (9 Wo.)CH | Erstveröffentlichung: 2009 feat. Karolyn                            |
| 2009 | Si loin Des rois, des pions et des fous        | CH16 (14 Wo.)CH | Erstveröffentlichung: 2009                                          |
| 2010 | C’est réel –                                   | CH9 (7 Wo.)CH | Erstveröffentlichung: 2010                                          |
| 2011 | Au poste Renaissance II                        | CH43 (8 Wo.)CH | Erstveröffentlichung: 29. Juli 2011 feat. Kaspar E. Glättli III     |
| 2011 | Fuck Stress Renaissance II                     | CH70 (1 Wo.)CH | Erstveröffentlichung: 2011                                          |
| 2011 | Elle Renaissance II                            | CH7 Platin · (26 Wo.)CH | Erstveröffentlichung: 2011 feat. Noah Veraguth                      |
| 2012 | Starship Noël’s Room                           | CH32 (6 Wo.)CH | Erstveröffentlichung: 2012 mit Noah Veraguth                        |
| 2012 | All My Life Noël’s Room                        | CH35 (1 Wo.)CH | Erstveröffentlichung: 2012 mit Noah Veraguth & Bastian Baker        |
| 2012 | Back in My Life Noël’s Room                    | CH34 (12 Wo.)CH | Erstveröffentlichung: 2012 mit Bastian Baker                        |
| 2014 | Love You When I’m High Stress                  | CH37 (6 Wo.)CH | Erstveröffentlichung: 2014 feat. Sway Clarke II                     |
| 2015 | Horizon Stress                                 | CH15 (11 Wo.)CH | Erstveröffentlichung: 2015 feat. Nicole Bernegger                   |
| 2015 | ’95 Stress                                     | CH62 (1 Wo.)CH | Erstveröffentlichung: 2015 feat. M.A.M & Nassi                      |
| 2022 | Just Like I Love You Libertad                  | CH58 (2 Wo.)CH | Erstveröffentlichung: 2022 feat. Stefanie Heinzmann                 |
| 2023 | Again –                                        | CH74 (1 Wo.)CH | Erstveröffentlichung: 2023 feat. Marius Bear                        |

Weitere Singles
- 2003: Billy Bear/Ma musique meurt
- 2005: Des fois
- 2005: Ténèbres (feat. Mark Angelil)
- 2005: Game
- 2006: Time Club (feat. Griot & Karolyn)
- 2007: Mais où?
- 2021: Bye (feat. Nacim, CH: Gold)

## Filmografie
- 2004: Redemption – Früchte des Zorns
- 2007: Breakout
- 2009: Verso

## Auszeichnungen

### Erhaltene Auszeichnungen
- 2008: Swiss Music Awards – Kategorie: „Best Song National“ (für On n'a q'une terre)[12]
- 2008: Swiss Music Awards – Kategorie: „Best Album Urban National“ (für Renaissance)[12]
- 2008: Swiss Music Awards – Kategorie: „Best Videoclip National“ (für Mais où?)[12]
- 2009: MTV Europe Music Awards – Kategorie: „Best Swiss Act“[13]
- 2010: Swiss Music Awards – Kategorie: „Best Song National“ (für Tous les mêmes)[14]
- 2010: Swiss Music Awards – Kategorie: „Best Album Urban National“ (für Des rois, des pions et des fous)[14]
- 2012: Swiss Music Awards – Kategorie: „Best Album Urban National“ (für Renaissance II)[15]
- 2013: Swiss Music Awards – Kategorie: „Best Album Urban National“ (für Noël's Room)[16]
- 2013: Swiss Music Awards – Kategorie: „Best Live Act National“[16]
- 2015: Swiss Music Awards – Kategorie: „Best Act Romandie“[17]